# إحياء محرم في لكهنؤ

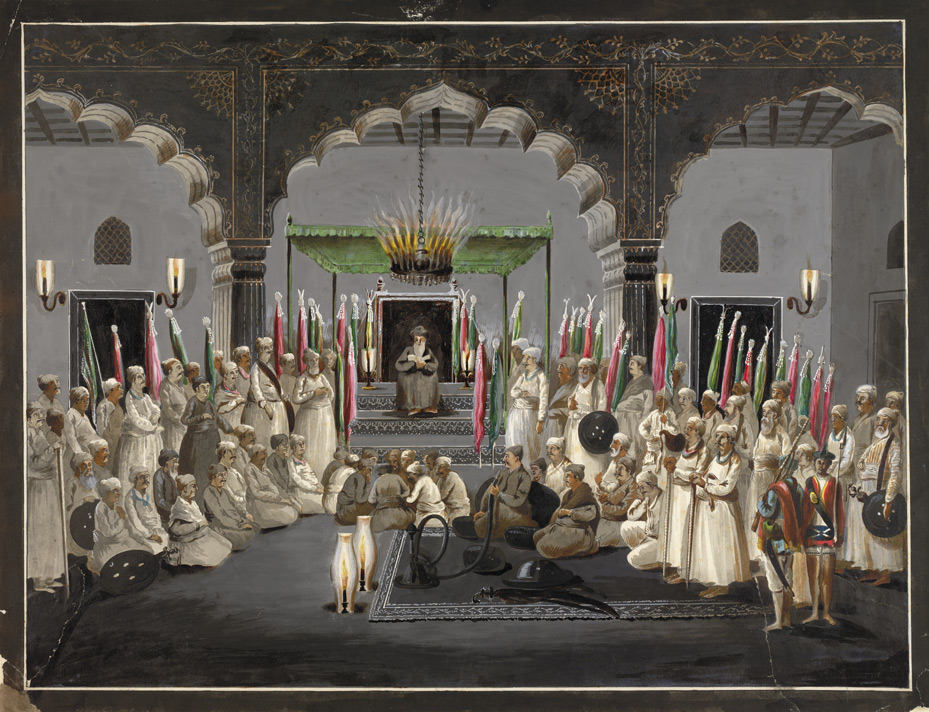
شهر محرم: آصف الدولة من نواب أوده يستمع في الليل إلى المولوي يقرأ من القرآن خلال شهر محرم، حوالي عام 1795 م.

إحياء محرم في لكناو أو أزداري هو اسم الممارسات المتعلقة بالحزن وإحياء ذكرى وفاة الإمام الحسين بن علي في معركة كربلاء في عام 680 م في لكهنؤ، وخاصة في فترة محرم (في شبه القارة الهندية محرم في سياق إحياء ذكرى أحداث كربلاء يعني فترة شهرين وثمانية أيام أي 68 يومًا تبدأ من مساء 29 ذي الحجة وتنتهي في مساء 8 ربيع الأول ) وبشكل عام على مدار العام.
حظرت حكومة أوتار براديش [الإنجليزية] المواكب في عام 1977 م. ولكن نتيجة للاحتجاجات والمظاهرات والاعتقالات القضائية ووفيات الشباب الشيعة في الاحتجاجات، سمحت الحكومة للشيعة، تحت قيادة علماء الشيعة، بتنظيم موكب آزادي في كانون الثاني 1998 (21 من رمضان).  يُسمح بعدد محدود من المواكب، ويتم اتخاذ إجراءات أمنية مشددة.

## طالع أيضًا
- إحياء محرم
- الحسينية
- سوز
- تعزية
- مرثية
- النوح
- تلوار
- الحسينيات في لكناو [الإنجليزية]
- الصحابة تحريض مادهي [الإنجليزية] (حركة ضد الشيعة في لكناو)

## روابط خارجية
- إرث الحسين: انتصار الحقيقة
- الأزاداري هو أسلوب حياة
- مشروع مكتبة أهل البيت الإسلامية الرقمية
- Ahlul bayt Global Information Center

[usurped]
- ما هو أزاداري؟
- رثاء الإمام الحسين (ع)
- موقع الإمام علي
- البث المباشر – مرقد الإمام الحسين (ع)
- مقدمة مختصرة عن المجالس والأزاداري
- Husayn ibn 'Ali in popular Shiism

[usurped] بقلم جان كالمارد، مقال في Encyclopædia إيرانيكا.
- لكناو تحتفل بـ "أزادااري" بحماسة طقسية، في ظل إجراءات أمنية مشددة، 28 ديسمبر/كانون الأول 2009